# オオワダノリコ
オオワダ ノリコ（1959年 - ）は、日本の現代美術家。
福島県いわき市生まれ。1987年より2012年まで女流画家協会に所属。日本美術家連盟会員。

## 作風
1996年、アイスランドで日本人女性として初の個展を現地で開催。2000年前半までは鏡を使い、斬新かつ前衛的な作品を展開する。
2005年以降の新しい作風にも系統立てられたロジカルな面を窺い知ることができる。2011年、東日本大震災で喪った母の一生を日数で数えた365日(366日）で1冊となる黒い製本された本を画廊に展示する個展で衝撃を与える。その後、表現とは何か、多くの疑問を持ちつつ2013年より油彩の世界へ戻る。

## 来歴
- 1981 文化学院大学部美術科卒業
- 1982　文化学院芸術科 村井正誠クラス修了
- 1995-1996 アイスランド・ハプナルフィヨルズル市の給費奨学生として渡航
- 2009　女子美術大学芸術学部において現代美術、美術史など、若干の科目等履修
- 2010　Art Initiative Tokyoにて現代美術理論の履修を終了

### 個展
- 1995 個展（ギャラリー・オカベ、東京・銀座）
- 1996 個展（ハプナルボルグ、アイスランド、ハプナルフィヨルズル市）
- 1997 個展（ギャラリー・オカベ、東京・銀座）
- 2004 個展（村松画廊、東京・銀座）
- 2005　T.Y.HARBOR BREWERY(天王洲アイル、東京、東品川）
- 2006 個展（村松画廊、東京・京橋）
- 2007 個展（村松画廊、東京・京橋）
- 2009 個展（村松画廊、東京・京橋）
- 2009‐2010  T.Y.HARBOR BREWERY(天王洲アイル、東京、東品川）
- 2010 Around Iceland (アイスランド1周）
- 2011 個展 (藍画廊、東京・銀座）
- 2013 個展 (藍画廊、東京・銀座）
- 2014 個展 (藍画廊、東京・銀座）
- 2015 個展 (藍画廊、東京・銀座）
- 2016 個展 (藍画廊、東京・銀座）
- 2017 個展 (藍画廊、東京・銀座）
- 2018 個展 (藍画廊、東京・銀座）
- 2019 個展 (藍画廊、東京・銀座）
- 2020 個展 (藍画廊、東京・銀座）
- 2021 「陶の森（火と土の作品）」個展　（えすぱすミラボオ　銀座・木挽町）
- 2021 個展 (藍画廊、東京・銀座）
- 2022 個展 (藍画廊、東京・銀座）
- 2023 個展 (藍画廊、東京・銀座）
- 2024個展 (藍画廊、東京・銀座、奥野ビル）

### グループ展
- 1987-2012  女流画家協会展（東京都美術館）- 1992年船岡賞、1993年リキテックス賞、2009年大住賞受賞
- 1982-1990  アトリエCD展（竹川画廊、東京）
- 1983-1991  とりの会（竹川画廊、東京）
- 1985  EXHIBITION'85（大倉山記念館、横浜）
- 1986-1991  Art Renewed-ing（世田谷美術館、区民ギャラリー）
- 1992-2007  ももの会（竹川画廊、東京）
- 2002、2003  アーチの会（ギャラリー・コピス、清澄白河）
- 2003  第2回ル・タン選抜展（画廊るたん、東京）
- 2004  "Contemporary Art From Japan In Iceland"展（アイスランド）
- 2005  発展（ギャラリークラマー、目黒）
- 2005 「高木康夫・生命の詩ー仲間と共に」展（埼玉県立近代美術館）
- 2005  CAF.N(埼玉県立近代美術館）
- 2005  「アートコミュニケーション2005」（ギャラリークラマー、目黒）
- 2009  depositors meeting 7 (art&river bank)
- 2010  CAF.N 横浜展（横浜市民ギャラリー）
- 2011  1人＋4人展（ギャラリー砂翁、東京、日本橋）
- 2012  現代美術家による墨の表現展（ギャルリー志門、東京、銀座）
- 2013  コラージュ展（ギャルリー志門、東京、銀座）
- 2015　変貌する作家たち展　（ギャルリー志門、東京、銀座）
- 2023　大薗弘治とゆかりの人たち展　（えすぱすミラボオ　銀座・木挽町

### その他
- 「現代美術の断面」京都国際芸術センター刊 日韓90年代前期・中期・後期に企画掲載。
- 1995-1996 アイスランド、ハプナルフィヨルズル市の給費奨学生として現地に滞在。

## コレクション
- ハプナルボルグ（Hafnarfjordur,Iceland)、ストレイマー・アート・コミューン(Iceland)
- アイスランド日本領事館（Reykjavik,Iceland)、寺田保信（寺田倉庫会長）
- Gina Schock氏（California,USA)、神津カンナ(東京）、M画廊（足利市）、他　個人コレクター多数